# 伊藤喜剛
伊藤 喜剛（いとう よしたか、1970年6月23日 - ）は、日本の陸上競技選手。専門は100メートル走。茨城県出身。日本体育大学体育学部卒業。

## 経歴
茨城県生まれで、水戸市立新荘小学校、水戸市立第一中学校を卒業後、水戸短期大学附属高校(現在の水戸啓明高等学校)に入学、卒業。
1993年アジア選手権4X100mR 4走で初の代表入りし、1994年アジア大会100mで6位入賞、4X100mRで金メダル。
1995年世界室内陸上競技選手権大会60M準決勝進出を果たす。
同年に日本選手権100mを（当時の日本歴代4位：10秒22）制し代表入り、100m、4X100mRの日本代表として1995年世界陸上競技選手権大会に出場し、4X100mRで5位入賞（準決勝で当時のアジア記録樹立）し、有力なアトランタオリンピック短距離選手の代表候補であった。
しかしその後、米国アルバカーキーでの日本代表冬季合宿の中、国際陸上競技連盟の抜き打ち検査で陽性反応となり、ドーピング（筋力増強剤使用）に問われる。本人は一貫して否認し、懇意にしていたスポーツクラブの社長らが弁護団を結成し、無実を証明するため睾丸の細胞を手術で摂取するなど潔白を訴えたが4年間の出場停止処分を課された（後に罰則規則変更により2年間に短縮）。
1998年にレース復帰、復帰第一戦（GP水戸国際陸上）で日本人トップとなり、日本代表（アジア選手権）へ帰り咲いたが、座骨神経痛や練習中スパイクが真っ二つに割れて足の裏に突き刺さる事故などに悩まされ、シドニーオリンピックへの出場などは果たせずに終わった。
引退後はトレーナーとなり2000年から2004年までプロ野球選手の井川慶や2001年から2004年までプロゴルファー三塚優子などの指導を行いながら、加圧トレーニングなどの資格を取得し、プロスポーツ選手やトレーナー育成などの指導をしている。
現在、アトラス水戸を退職し、東京・自由が丘で加圧トレーニングジムDEUXオーナーとしてJリーガーや豪風（相撲）・お笑い芸人の猫ひろし・マラソン選手・こうづ整形外科顧問などの指導にあたっている。
トレーニングの一環で始めたボディコンテスト参戦
2016年からBEST BODY JAPAN出場して静岡大会４位、水戸大会３位、日本大会ファイナリスト。
2017年からJBBFに登録してメンズフィジーク本格デビュー
2017年関東フィジーク176cm超級５位、湘南フィジーク172cm超級初代チャンピオン。
2022年関東フィジーク(＋50) ３位、オールジャパンフィットネスチャンピオンシップス(＋50) 172cm超級　4位。
2023年関東フィジーク(＋50)優勝、オールジャパンフィットネスチャンピオンシップス(＋50) 172cm超級　優勝。

## 略歴
- 陸上競技100m元日本代表

100m最高記録 10秒22（追風参考記録10秒12（電）/9秒8（手））
100m日本ランキング2位（10秒25/1994年, 10秒22/1995年）
- 1993年 アジア陸上競技選手権 4×100mR銀メダル
- 1994年 アジア競技大会 100m6位、4×100mR金メダル
- 1995年 世界室内陸上競技選手権 60m出場
- 1995年 世界陸上競技選手権 100m出場、4×100mR5位（準決勝で当時のアジア記録樹立）
- 1995年、1998年 アジア陸上競技選手権 100m出場、4×100mR出場
- 1995年 日本陸上競技選手権 100m優勝
- 1995年 日本グランプリファイナル 100m優勝/総合優勝
- 1994年、1995年、1998年 国民体育大会 100m優勝

## 主要大会成績

### 国際大会
| 年                                                                | 大会                | 場所       | 種目    | 結果    | 記録          | 備考 |
| ----------------------------------------------------------------- | ------------------- | ---------- | ------- | ------- | ------------- | ---- |
| 1993                                                              | 第10回アジア選手権  | マニラ     | 4x100mR | 2位     | 39秒65 (4走)  |      |
| 1994                                                              | 第12回アジア大会    | 広島       | 100m    | 6位     | 10秒53 (-1.6) |      |
| 1994                                                              | 第12回アジア大会    | 広島       | 4x100mR | 優勝    | 39秒37 (2走)  |      |
| 1995                                                              | 第5回世界室内選手権 | バルセロナ | 60m     | 準決勝  | 6秒69         |      |
| 1995                                                              | 第5回世界選手権     | ヨーテボリ | 100m    | 2次予選 | 10秒48 (-0.5) |      |
| 1995                                                              | 第5回世界選手権     | ヨーテボリ | 4x100mR | 5位     | 39秒33 (4走)  |      |
| 1995                                                              | 第11回アジア選手権  | ジャカルタ | 100m    | 3位     | 10秒45 (+0.4) |      |
| 1995                                                              | 第11回アジア選手権  | ジャカルタ | 4x100mR | 4位     | 40秒30 (2走)  |      |
| 1998                                                              | 第12回アジア選手権  | 福岡       | 100m    | 準決勝  | 10秒60 (-0.7) |      |
| - 『日本陸上競技連盟七十年史』 - 『日本陸上競技連盟八十年史』参照 |                     |            |         |         |               |      |

### 日本選手権
- 8位以内の成績を収めた大会を記載

| 年                                                                | 大会             | 種目 | 結果 | 記録          | 備考 |
| ----------------------------------------------------------------- | ---------------- | ---- | ---- | ------------- | ---- |
| 1994                                                              | 第78回日本選手権 | 100m | 2位  | 10秒57 (-1.2) |      |
| 1995                                                              | 第79回日本選手権 | 100m | 優勝 | 10秒22 (+0.6) |      |
| 1998                                                              | 第82回日本選手権 | 100m | 4位  | 10秒33 (+1.5) |      |
| 1999                                                              | 第83回日本選手権 | 100m | 8位  | 10秒30 (+3.3) |      |
| - 『日本陸上競技連盟七十年史』 - 『日本陸上競技連盟八十年史』参照 |                  |      |      |               |      |

## 日本ランキング
- 10位以内に入った記録を記載
- 電動計時のランキングを記載

| 1992                                                                  | 100m | 8位 | 10秒38 | 日体大       |
| 1993                                                                  | 100m | 5位 | 10秒40 | 水戸市陸協   |
| 1994                                                                  | 100m | 2位 | 10秒25 | 水戸市スポ振 |
| 1995                                                                  | 100m | 2位 | 10秒22 | 水戸市スポ振 |
| 1998                                                                  | 100m | 5位 | 10秒31 | ユー・ドム   |
| - 『日本陸上競技連盟七十年史』参照 - 『日本陸上競技連盟八十年史』参照 |      |     |        |              |